# Fergus mac Fothaid
Fergus mac Fothaid fue rey de Connacht de la casa Uí Briúin de los Connachta entre 840-843.
Pertenecía a la rama Síl Cathail y era nieto de Dub-Indrecht mac Cathail (muerto 768), un rey anterior. Los Síl Muiredaig habían dominado el reino entre 796-839 pero esta hegemonía fue rota por el predecesor de Fergus, su primo segundo Murchad mac Áedo (muerto 840).
No se sabe nada de su reinado, salvo la noticia de muerte en los anales.